# Bayan ibn Saman at-Tamimí
Bayan ibn Saman at-Tamimí (àrab: بيان بن سمعان التميمي, Bayān b. Samʿān at-Tamīmī) fou un cap xiïta de Kufa.
Era un humil venedor de palla, i adepte de dirigents extremistes durant l'imamat de Muhàmmad ibn al-Hanafiyya. Va acceptar com a imam el fill d'aquest, Abu-Hàixim (mort vers 717), i fou hostil a Muhàmmad al-Bàqir. Va reunir un grup d'adeptes que es decantava per una interpretació literal de l'Alcorà. A la mort d'al-Bàqir va unir les seves forces a les d'al-Mughira ibn Saïd i van intentar una revolta, però foren derrotats pel governador del califa, Khàlid ibn Abd-Al·lah al-Qasrí (737). Va morir en aquesta revolta en circumstàncies que s'expliquen de manera diferent pels historiadors. Els seus partidaris van formar la secta bayaniyya, bananiyya o samaniyya.